# 盲腸

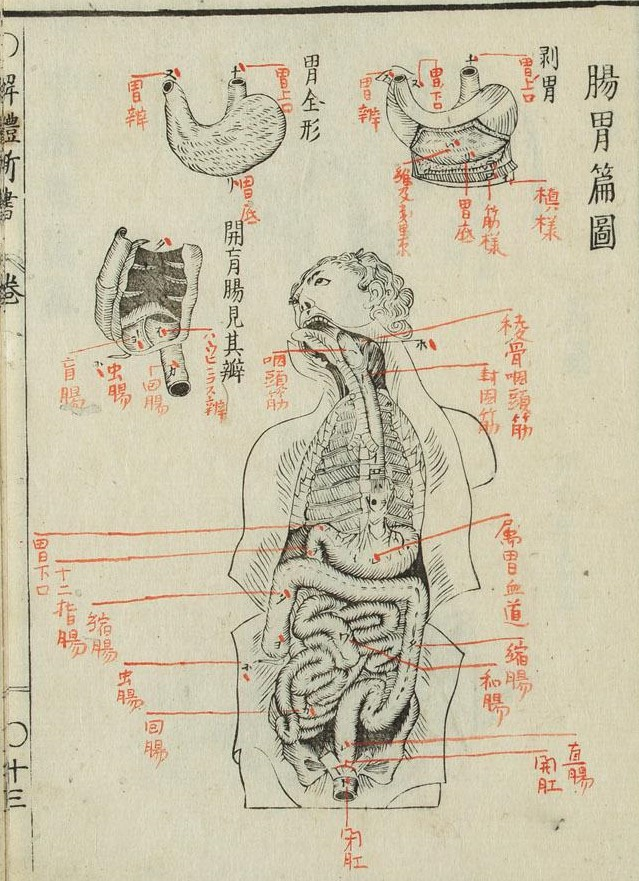
解体新書序図に記載された盲腸

盲腸（もうちょう、英: cecum）とは、回盲弁（回腸-盲腸弁）より下方に伸び結腸へとつながる器官。ヒトの盲腸の長さは約5cm～7cm。盲端に位置することから盲腸という。盲腸という語は『解体新書』で初めて使われ、オランダ語の blinde darm（blinde ブリンデ＝盲、darm ダルム＝腸）を意訳したものである。盲腸の後内側表面からは虫垂 (appendix) と呼ばれる細長い器官が伸びている。

## 機能
盲腸は草食動物では微生物の力を借りてセルロースを消化分解する重要な機能をもつ。肉食動物の盲腸はかなり小さいが、草食動物の盲腸はとても大きい。ヒトの盲腸はほとんど消化の役割を失ってしまっている。しかし、研究によりヒトの盲腸にも役割があることがわかった。とりわけ虫垂は大腸の免疫防御の司令塔を果たしており、必要に応じて虫垂の中に多く存在する免疫担当細胞が大腸全体へ広がって防御活動を行う事が判明している。盲腸が炎症を起こした際に切除されることが多く、また虫垂は必要のない臓器とされ他の開腹手術の時についでに切除されることもあったが、研究により役割のある必要な臓器だとわかり、軽度の場合は抗生物質で炎症を抑えるためにむやみに切ることは少なくなった。